# Α (欠性辞)
欠性辞 α（欠性辞アルファ（α-）、英語: Alpha privative、ラテン語: alpha prīvātīvum、古代ギリシア語: ἄλφα στερητικόν (álpha sterētikón)）は、古代ギリシア語の接頭辞。「～が無い」という意味を加える（例：θάνατος（死）> ἀθάνατος（不死の））。
母音ではじまる単語に付くときには異形 αν- を用いる（例：οἶκος（家）> ἄνοικος（家無しの））。
印欧祖語の否定辞*neの母音交替形*n̥-に由来する。同種の接辞にはサンスクリットのa-、an-、ラテン語のin-、西ゲルマン語（英語含む）のun-、北ゲルマン語のú-（デンマーク語、ノルウェー語のu-、スウェーデン語のo-、アイスランド語のó）がある。